# 第18回イスラエル議会総選挙
第18回イスラエル議会総選挙（だい18かいイスラエルぎかいそうせんきょ、ヘブライ語: הבחירות הכלליות לכנסת ה -18）は、2009年2月10日にイスラエルで行われたクネセト議員の総選挙である。

## 概要
この選挙は、カディーマの党首でもあるエフード・オルメルト首相に、領収書の二重計上容疑などで捜査の手が迫り（同年11月に最高検はオルメルト立件を正式に決定）選挙が戦えない状態となったことから、オルメルトは2008年7月30日に党首選実施後辞任の辞任を表明。同年9月17日の党首選でツィッピー・リヴニ外相が後継党首に当選するが、同国では首相交代時には再度連立交渉を行う必要がある為、リヴニは宗教政党・シャスと連立交渉を1ヶ月に渡り行うものの、同党との連立交渉は聖地エルサレムの帰属を巡って合意に至らず同年10月26日に交渉は決裂。これを受け、シモン・ペレス大統領は国会解散を宣言。シャスは外交・安全保障政策で踏み込んだ発言をこれまでは行ってこなかったが、近年は強硬である。

## 選挙データ

### 内閣
- エフード・オルメルト内閣（第31代）
- 第2次ベンヤミン・ネタニヤフ内閣（第32代）

### 解散日
- 2008年10月26日

### 投票日
- 2009年2月10日

### 改選数
- 120

### 選挙制度
- 厳正拘束名簿式比例代表制

得票率3.25%未満の政党には議席を配分しない阻止条項が規定されている。
投票方法
秘密投票、単記投票、1票制
選挙権
満18歳以上のイスラエル国民
被選挙権
満21歳以上のイスラエル国民
登録有権者数
5,014,622

## 選挙活動
2009年1月、中央選挙委員会は、この選挙でアラブ政党からの立候補を禁止すると発表した。アラブ人が個人としてその他の党派から立候補することは差し支えないとしている。アラブ政党からは、人種差別と反発が起きている。最高裁によって、中央選挙委員会の決定は却下されたが、ガザ侵攻_(2009年)で、アラブ人との緊張が高まっていることが背景にあるという。
この選挙では33の政党が立候補し、12の政党が当選した。

## 選挙結果

### 党派別獲得議席
| 政党／選挙連合           | 政党／選挙連合                           | 獲得 議席 | 増減     | 得票数    | 得票率 |
| ------------------------ | ---------------------------------------- | --------- | -------- | --------- | ------ |
|                          | カディマ                                 | 28        | 001      | 758,032   | 22.47% |
|                          | リクード                                 | 27        | 015      | 729,054   | 21.61% |
|                          | イスラエル我が家                         | 15        | 004      | 394,577   | 11.70% |
|                          | 労働党                                   | 13        | 006      | 334,900   | 9.93%  |
|                          | シャス                                   | 11        | 001      | 286,300   | 8.49%  |
|                          | ユダヤ・トーラ連合                       | 5         | 001      | 147,954   | 4.39%  |
|                          | 統一アラブ・リスト・タール               | 4         | 増減なし | 113,954   | 3.38%  |
|                          | 国家統一党                               | 4         | 増減なし | 112,570   | 3.33%  |
|                          | ハダシュ                                 | 4         | 001      | 112,130   | 3.33%  |
|                          | メレツ                                   | 3         | 002      | 99,611    | 2.95%  |
|                          | ユダヤ人の家                             | 3         | 新党     | 96,765    | 2.87%  |
|                          | バラド                                   | 3         | 増減なし | 83,739    | 2.87%  |
|                          | 緑の運動・メイマド                       | 0         | 001      | 27,737    | 0.82%  |
|                          | ギル                                     | 0         | 007      | 17,571    | 0.52%  |
|                          | エール・ヤロック                         | 0         | 増減なし | 13,132    | 0.39%  |
|                          | 緑の党                                   | 0         | 増減なし | 12,378    | 0.37%  |
|                          | イスラエル・ハザカ                       | 0         | 新党     | 6,722     | 0.20%  |
|                          | ツァバー                                 | 0         | 増減なし | 4,752     | 0.14%  |
|                          | ルハシュピア                             | 0         | 増減なし | 3,696     | 0.11%  |
|                          | ダーム労働者党                           | 0         | 増減なし | 2,645     | 0.08%  |
|                          | ハミタデシェット                         | 0         | 増減なし | 2,572     | 0.08%  |
|                          | ホロコースト生存者＝エール・ヤロック同盟 | 0         | 新党     | 2,346     | 0.07%  |
|                          | 指導者                                   | 0         | 増減なし | 1,887     | 0.06%  |
|                          | ツォメット                               | 0         | 増減なし | 1,520     | 0.05%  |
|                          | コア・ハケセフ                           | 0         | 増減なし | 1,008     | 0.03%  |
|                          | 家族における男性の権利党                 | 0         | 増減なし | 921       | 0.03   |
|                          | イスラエル人                             | 0         | 増減なし | 856       | 0.03   |
|                          | オア                                     | 0         | 増減なし | 815       | 0.02   |
|                          | アフラユット                             | 0         | 増減なし | 802       | 0.02   |
|                          | ブリット・オラム                         | 0         | 増減なし | 678       | 0.02   |
|                          | レフ・ラオリム                           | 0         | 増減なし | 632       | 0.02%  |
|                          | ラズズ                                   | 0         | 増減なし | 623       | 0.02%  |
|                          | レヘム                                   | 0         | 増減なし | 611       | 0.02%  |
| 総計                     | 総計                                     | 120       | 増減なし | 3,373,490 | 100.0% |
| 有効票数（有効率）       | 有効票数（有効率）                       | -         | -        | 3,373,490 | 98.74% |
| 無効票・白票数（無効率） | 無効票・白票数（無効率）                 | -         | -        | 43,097    | 1.26%  |
| 投票総数（投票率）       | 投票総数（投票率）                       | -         | -        | 3,416,587 | 64.72% |
| 棄権者数（棄権率）       | 棄権者数（棄権率）                       | -         | -        | 1,862,398 | 35.28% |
| 有権者数                 | 有権者数                                 | -         | -        | 5,278,985 | 100.0% |
| 出典：CEC                |                                          |           |          |           |        |

## 選挙後
2月20日、ペレス大統領はネタニヤフに正式に組閣を要請、3月31日に右派連立によるネタニヤフ内閣が発足した。リクード、イスラエル我が家、シャス、労働党、ユダヤの家、ユダヤ教連合の6党で構成されている。